# Mike Kappus
Mike Kappus (* 24. Mai 1950) ist ein US-amerikanischer Musikmanager und Musikproduzent.
Er hat als Musikmanager für John Lee Hooker, Robert Cray, John Hiatt, John P. Hammond, die Dirty Dozen Brass Band, Duke Robillard, Loudon Wainwright III und J. J. Cale gearbeitet, den er bis zu dessen Tod 2013 repräsentiert hat.
Kappus gründete 1976 die Rosebud Agency, eine Agentur, die Auftritte für Musiker organisiert und ebenso deren Managementinteressen vertritt. Die Agentur hat weltweit über 2000 Shows pro Jahr für mehr als 30 Künstler gebucht.
Kappus wurde 2014 in die Blues Hall of Fame aufgenommen.